# Попов, Михаил Александрович (педагог)
Михаи́л Алекса́ндрович Попо́в (6 сентября 1924, Заозерье, Яранский уезд, Вятская губерния, РСФСР, СССР — 29 марта 1999, Параньга, Марий Эл, Россия) — советский педагог. Завуч Параньгинской школы-интерната, заведующий Параньгинским РОНО Марийской АССР (1961—1980). Заслуженный учитель школы РСФСР (1966). Делегат III Всесоюзного съезда учителей (1978). Участник Великой Отечественной войны.

## Биография
Родился 6 сентября 1924 года в дер. Заозерье ныне Санчурского района Кировской области в многодетной крестьянской семье. Рано остался без отца. 
Окончил 7-летнюю сельскую школу, в 1942 году — Санчурское педагогическое училище.
В 1942 году призван в РККА в качестве добровольца. Участник Великой Отечественной войны: окончил курсы радистов-шифровальщиков в п. Сурок Марийской АССР, затем – курсы младшего командного состава в Москве, радист в партизанском отряде имени С. М. Кирова Белорусского партизанского соединения. Участвовал в освобождении Гомеля. В 1945 году демобилизовался из армии. За безупречную службу награждён орденом Отечественной войны II степени и медалями. 
В 1949 году окончил физико-математический факультет Марийского педагогического института имени Н. К. Крупской. В 1949 году направлен в п. Параньга Марийской  АССР: до 1956 года — учитель математики и физики педагогического училища, с 1956 года — учитель математики и физики средней школы, с 1963 года — завуч школы-интерната, параллельно в 1961–1980 годах, вплоть до выхода на заслуженный отдых – заведующий роно.
В 1978 году был делегатом III Всесоюзного съезда учителей.
За активное участие в хозяйственном и культурном строительстве Марийской республики награждён орденом Октябрьской Революции и медалями, дважды — Почётной грамотой Президиума Верховного Совета Марийской АССР. В 1966 году ему было присвоено почётное звание «Заслуженный учитель школы РСФСР».
Скончался 29 марта 1999 года в п. Параньга Марий Эл, похоронен там же.

## Звания и награды
- Заслуженный учитель школы РСФСР (1966)[2][3][4][5]
- Орден Октябрьской Революции (1978)[2][3][4][5]
- Орден Отечественной войны II степени (06.04.1985)[6][7]
- Медаль «Партизану Отечественной войны» II степени[5][7]
- Почётная грамота Президиума Верховного Совета Марийской АССР (1960, 1974)[2][3][4]
- Почётная грамота Марийского обкома КПСС[5]